# Asthenes berlepschi
El canastero de Berlepsch (Asthenes berlepschi), también denominado piscuiz de Berlepsch, es una especie de ave paseriforme de la familia Furnariidae, perteneciente al género Asthenes.  Es endémica de Bolivia.

## Distribución y hábitat
Se distribuye en el valle del río Consata y sus afluentes, en la pendiente oriental de los Andes del noroeste de Bolivia, en el centro norte del departamento de La Paz.
Esta especie es considerada poco común y local en sus hábitats naturales: los matorrales semiáridos de montaña y terrenos agriculturados con setos vivos y árboles dispersos, entre los 2800 y 3700 m de altitud.

## Estado de conservación
El canastero de Berlepsch ha sido calificado como casi amenazado por la Unión Internacional para la Conservación de la Naturaleza (IUCN) debido a que su muy limitada área de distribución es moderadamente susceptible a los aumentos de la presión ejercida por la población humana.

## Sistemática

### Descripción original
La especie A. berlepschi fue descrita por primera vez por el ornitólogo austríaco Carl Edward Hellmayr en 1917 bajo el nombre científico Siptornis berlepschi; su localidad tipo es: «Chilcani, La Paz, Bolivia».

### Etimología
El nombre genérico femenino «Asthenes» deriva del término griego «ασθενης asthenēs»: insignificante; y el nombre de la especie «berlepschi», conmemora al ornitólogo alemán Hans von Berlepsch (1850-1915).

### Taxonomía
Puede ser conespecífico con Asthenes dorbignyi, ya que el tratamiento como especie tiene como base más el momento histórico que los análisis taxonómicos. Es monotípica.